# Xen
 For alternative betydninger, se Xen (flertydig). (Se også artikler, som begynder med Xen)
Xen er en open source virtuel maskine, som gør det muligt at køre flere instanser af forskellige operativsystemer samtidigt på en fysisk maskine.